# Gallaway (Tennessee)
Gallaway es una ciudad ubicada en el condado de Fayette en el estado estadounidense de Tennessee. En el Censo de 2010 tenía una población de 680 habitantes y una densidad poblacional de 42,84 personas por km².

## Geografía
Gallaway se encuentra ubicada en las coordenadas 35°19′40″N 89°36′24″O / 35.32778, -89.60667. Según la Oficina del Censo de los Estados Unidos, Gallaway tiene una superficie total de 15.87 km², de la cual 15.87 km² corresponden a tierra firme y (0%) 0 km² es agua.

## Demografía
Según el censo de 2010, había 680 personas residiendo en Gallaway. La densidad de población era de 42,84 hab./km². De los 680 habitantes, Gallaway estaba compuesto por el 48.53% blancos, el 49.41% eran afroamericanos, el 0.15% eran amerindios, el 0% eran asiáticos, el 0.15% eran isleños del Pacífico, el 0.44% eran de otras razas y el 1.32% pertenecían a dos o más razas. Del total de la población el 0.44% eran hispanos o latinos de cualquier raza.